# Daemyung Sangmu
Daemyung Sangmu est un club sud-coréen de hockey sur glace évoluant dans l'Asia League. Créé en 2012, ce club est composé uniquement de joueurs sud-coréens faisant leur service militaire. L'équipe évolue au Mok-Dong Ice Rink de Séoul.

## Historique
En Corée du Sud, le service militaire d'une durée minimum de 21 mois est obligatoire pour les hommes âgés de 18 à 35 ans,, contraignant entre autres les sportifs professionnels sud-coréens de suspendre leur carrière. En 1984, le Corps athlétique des Forces armées est formé, permettant aux athlètes de rester compétitifs en s'alignant dans les compétitions nationales tel que le Sangju Sangmu Football Club dans la K-League. Avec les Jeux olympiques d'hiver de 2018 attribués à Pyeongchang, une équipe de hockey sur glace devant s'engager à compter de 2013-2014 en Asia League, une ligue regroupant des clubs chinois, sud-coréens et japonais, est créée en 2012, faisant partie du 3e bataillon du Corps athlétique et gérée par la Fédération sud-coréenne de hockey sur glace,. Elle dispute ses rencontres à domicile au Mok-Dong Ice Rink de Séoul. L'effectif est composé uniquement de joueurs sud-coréens faisant leur service et ne peut disposer de joueurs étrangers ou réaliser des transferts avec les autres équipes. Le 7 septembre 2013, Sangmu dispute son premier match contre Anyang Halla, s'inclinanrt 6 buts à 1. Le lendemain, l'équipe prend sa revanche et enregistre sa première victoire sur la marque de 5-4.